# Collar (Mykologie)

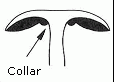
Hutpilz mit Collar im Längsschnitt

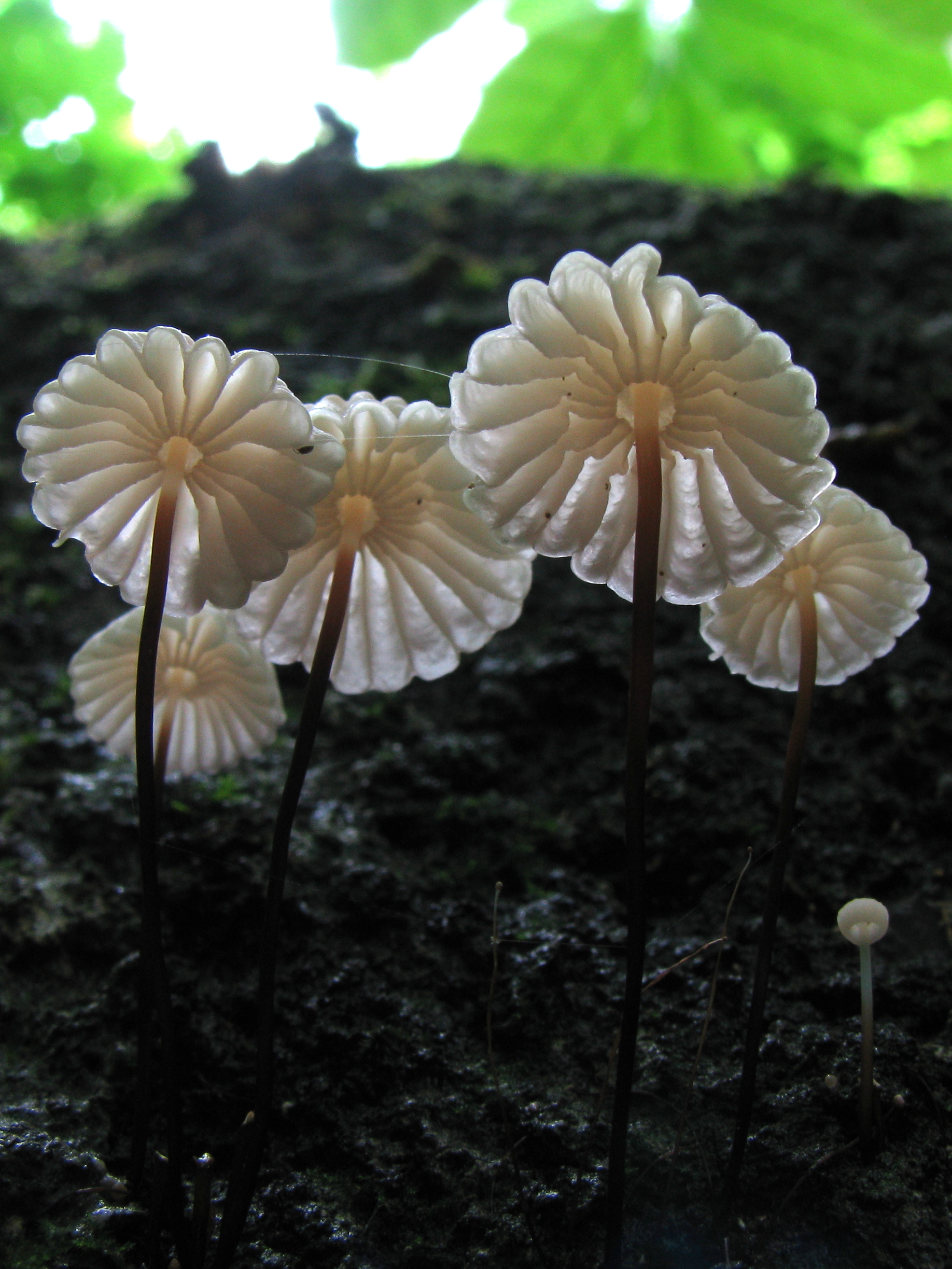
Der Halsband-Schwindling mit am ringförmigen Collar ansetzenden Lamellen

Collar oder Kollar (Kragen, von mittellateinisch collaris = Halstuch) bezeichnet in der Mykologie einen im Hutfleisch eines Pilzes liegenden ringförmigen Kragen, der die Lamellen vom Stiel trennt.
Bei Blätterpilzen wird unter Collar eine ringförmige Struktur an der Ansatzstelle der Lamelle verstanden, der die Lamellen vom Stiel trennt. Dabei sind die Lamellen kurz vor dem Stiel so miteinander verwachsen, dass der Stiel in Höhe der Lamellen gleichsam von einem „Halsband“ umschlossen wird, das den Stiel aber nicht berührt.
Abgesetzte, ringförmige Strukturen an der Basis der gestielten Endoperidie von Erdsternen werden ebenfalls zuweilen als Collar bezeichnet. Eine solche Struktur tritt zum Beispiel beim Halskrausen-Erdstern (Geastrum michelianum) und beim Kragen-Erdstern (Geastrum striatum) auf.